# آخرین بازمانده از ما (فصل ۱)
فصل نخست مجموعهٔ تلویزیونی درام پساآخرالزمانی آمریکایی آخرین بازمانده از ما بین ژانویه تا مارس ۲۰۲۳ از اچ‌بی‌او پخش شد. این مجموعه بر پایهٔ مجموعهٔ بازی‌های ویدئویی توسعه‌یافته به‌وسیلهٔ ناتی داگ است و داستان آن بیست سال پس از بیماری همه‌گیر ناشی از یک عفونت قارچی گسترده جریان دارد که باعث می‌شود میزبانان این بیماری به موجودات زامبی‌مانند تبدیل شوند و جامعه را ویران کنند. در فصل نخست که بر پایهٔ بازی آخرین بازمانده از ما محصول سال ۲۰۱۳ است، یک قاچاقچی یعنی جوئل (پدرو پاسکال) وظیفه دارد نوجوان مصون از بیماری یعنی الی (بلا رمزی) را در ایالات متحده پس از آخرالزمان اسکورت کند.
بازیگران مهمان عبارتند از نیکو پارکر در نقش سارا دختر جوئل، مرل دندریج در نقش مارلین رهبر مقاومت، آنا تورو در نقش تس شریک جوئل، گابریل لونا در نقش برادر جوئل تامی، لامار جانسون و کیوان مونترال وودارد در نقش برادران هنری و سم، و ملانی لینسکی و جفری پیرس در نقش رهبر مقاومت کاتلین و قائم مقامش پری. این فصل از ژوئیه ۲۰۲۱ تا ژوئن ۲۰۲۲ در آلبرتا فیلمبرداری شد. نیل دراکمن، نویسنده و کارگردان بازی‌ها، به کریگ مازین در نوشتن فیلمنامه ۹ قسمت این فصل کمک کرد. موسیقی مجموعه به‌دست گوستابو سانتائولایا که آهنگسازی بازی‌ها را به عهده داشت، و همچنین به‌دست دیوید فلمینگ ساخته شد.
آخرین بازمانده از ما مورد تحسین منتقدان قرار گرفت و از اجراها، نویسندگی، طراحی تولید و موسیقی ستایش شد. چندین منتقد آن را بهترین اقتباس از یک بازی ویدیویی عنوان کردند. این فصل نامزد چندین جایزه از جمله ۲۴ جایزه امی پرایم‌تایم و سه جایزه گلدن گلوب شد. قسمت نخست این فصل در سرتاسر کانال‌های خطی و اچ‌بی‌او مکس به وسیلهٔ ۴٫۷ میلیون بیننده در روز نخست دیده شد که دومین قسمت پربیننده اچ‌بی‌او از سال ۲۰۱۰ بود و تقریباً ۴۰ میلیون نفر در عرض دو ماه آن را تماشا کردند. تا مه همان سال، میانگین تماشاگران سریال تقریباً ۳۲ میلیون بیننده در هر قسمت بود.

## بازیگران و شخصیت‌ها

### اصلی
- پدرو پاسکال در نقش «جوئل»، یک بازمانده میانسال سرسخت که از آسیب‌های گذشته‌اش رنج می‌برد. جوئل وظیفه دارد دختر جوانی به نام اِلی را از یک منطقه قرنطینه و در سراسر ایالات متحده قاچاق کند.[۱] برخلاف بازی‌ها، که در آن‌ها جوئل باید لحظاتی از توانایی‌های تقریباً مافوق بشری داشته باشد تا به بازیکن اجازه پیشرفت دهد، او در این سریال آسیب‌پذیرتر است—او به دلیل شلیک گلوله از یک گوشش کم شنوا است و زمانی که می‌ایستد زانوهایش درد می‌کند.[۲] پاسکال پس از انتشار فصل دوم مندلورین برای یک سری جدید در دسترس قرار گرفت و چندین پیشنهاد از سوی شبکه‌های بزرگ را به خود جلب کرد، که از میان آنها، تا حدی برای همکاری با کریگ مازین یکی از خالقان سریال،[۳] آخرین بازمانده از ما را انتخاب کرد.[۱] مازین و نیل دراکمن، یکی دیگر از خالقان سریال، مدتی بود که به فکر پاسکال بودند. او این نقش را ظرف ۲۴ ساعت پذیرفت.[۴] تهیه‌کنندگان مندلورین به پاسکال اجازهٔ کار روی سریال جدید را دادند.[۵] طبق گزارش‌ها، او در هر قسمت ۶۰۰٬۰۰۰ دلار درآمد دارد که او را به یکی از پردرآمدترین ستاره‌های تلویزیونی آمریکا تبدیل می‌کند.[۶] پاسکال به دلیل توانایی‌اش در به‌تصویر کشیدن شخصیتی سخت، شکنجه‌شده و آسیب‌پذیر که احساساتش را تا زمانی که لازم باشد سرکوب می‌کند، انتخاب شد.[۷] پاسکال به‌عنوان فردی که بازی‌های ویدئویی بازی نمی‌کند، در ابتدا گیم‌پلی برادرزاده‌اش را از بخش اول بازی تماشا کرد، زیرا او مهارت لازم برای بازی‌کردن را نداشت؛ او جوئل را «بسیار تأثیرگذار» دانست، اما نگران تقلید بیش از حد از سبک بازی‌ها بود، و در عوض تصمیم گرفت «فاصله‌ای سالم ایجاد کند» و به مجریان برنامه اجازه دهد تا دربارهٔ شخصیت‌پردازی تصمیم بگیرند.[۸] پاسکال صدای جوئل را بر اساس تجربیات خودش در سن آنتونیو، تگزاس قرار داد، و آن را از لهجه جنوبی استفاده شده در بازی جدا کرد.[۹] در بازی‌های ویدیویی، جوئل توسط تروی بیکر به تصویر کشیده شده است.[۱۰]
- بلا رمزی در نقش «اِلی»، دختری ۱۴ ساله که نافرمانی و عصبانیت زیادی از خود نشان می‌دهد اما نیاز خصوصی به خویشاوندی و تعلق‌یافتن دارد. او در برابر عفونت سرچماقی‌ها مصون است و ممکن است کلیدی برای ایجاد یک واکسن باشد.[۱۱] مطابق با بازی‌ها، او یک لزبین است.[۱۲] حدود ۱۰۵ بازیگر برای نقش اِلی در نظر گرفته شده بودند؛[۴] تهیه‌کنندگان به دنبال بازیگری بودند که بتواند شخصیتی مدبر، عجیب و غریب و بالقوه خشن را به تصویر بکشد.[۷] پس از تماشای نوار هنر آزمایی رمزی، آنها به سراغ دیوید بنیاف و دی. بی. وایس—شورانرهای بازی تاج‌وتخت که رمزی در آن بازی کرده بود—رفتند که به آنها از استعداد او اطمینان دادند. رمزی کمتر از یک ماه پس از تست بازیگری خود، این نقش را ایفا کرد.[۵] او در حین تولید در پروژه‌ای متفاوت، خبر انتخاب بازیگران خود را دریافت کرد. او گفت که احساس می‌کند این سریال «بزرگ‌ترین کاری که [او] تا به امروز انجام داده است»،[۱۳] و بلافاصله از اینکه پاسکال در کل تجربه در کنار او اجرا می‌کند، خوشحال شد.[۱۴] رمزی پیش از تست بازیگری از بازی ویدئویی آن آگاه بود،[۱۵] اما تشویق شد که آن را بازی نکند تا از تکرار اجرای اصلی جلوگیری شود، و در عوض برخی از گیم‌پلی را در یوتیوب تماشا کرد تا «احساس آن را دریافت کند»؛[۱۶] او آن را هنوز پس از فیلم‌برداری سریال نیز بازی نکرده است.[۱۷] رمزی می‌خواست که عملکرد او یادآور بازی‌ها باشد بدون اینکه آنها را کپی کند.[۱۸] رمزی که انگلیسی است، لهجه آمریکایی را برای این نقش آموخت،[۱۹] و مجبور شد بیش از ۳۸ سانتی‌متر از موهایش را کوتاه کند.[۱۵] در بازی‌های ویدیویی، اشلی جانسون نقش اِلی را بازی می‌کند.[۱۰]

### مهمان
- نیکو پارکر در نقش سارا، دختر جوئل.[۲۰] پارکر سال‌ها پیش از اینکه این نقش را بازی کند، ویدیوهایی از بازی را تماشا کرده بود.[۲۱] او می‌خواست «از نسخهٔ بازی دور بماند» و تفسیر خودش را از این شخصیت ارائه دهد؛[۲۲] او از چشم‌انداز به تصویر کشیدن مرگ سارا به دلیل تأثیر آن در بازی احساس ترس می‌کرد.[۲۳] پاسکال بلافاصله با پارکر، که نخستین صحنه‌ها را با او فیلمبرداری کرد، پیوند برقرار کرد.[۲۴] در اولین بازی، نقش سارا توسط هانا هیز بازی می‌شود.[۲۵]
- جان هانا در نقش دکتر نیومن، یک همه‌گیرشناس که در یک برنامه گفتگو در سال ۱۹۶۸ در مورد تهدید قارچ‌ها هشدار می‌دهد.[۲۶]
- مارلی دندریج در نقش مارلین، رئیس «Fireflies»، یک جنبش مقاومت به امید به‌دست‌آوردن آزادی از ارتش. او نقش خود را از بازی‌های ویدئویی تکرار می‌کند، که تنها بازیگری است که این امر را انجام می‌دهد.[۲۷]
- جاش برنر در نقش مجری یک برنامه گفتگو در سال ۱۹۶۸.[۲۸]
- کریستوفر هیردال در نقش دکتر شونهایس، یک اپیدمیولوژیست در برنامه گفتگوی ۱۹۶۸ که نسبت به هشدار نیومن بدبین است.[۲۸]
- برندن فلچر در نقش رابرت، یک اراذل و اوباش و فروشنده اسلحه در بازار سیاه در منطقهٔ قرنطینه‌شدهٔ بوستون.[۲۹] در بازی‌های ویدئویی او توسط رابین اتکین داونز به تصویر کشیده شده است.[۳۰]
- آنا تورو در نقش «تِس»، یک بازمانده سرسخت و شریک قاچاقچی جوئل.[۳۱] تورو و پاسکال به این نتیجه رسیدند که تِس و جوئل برای مدتی عاشق یکدیگر بوده‌اند، اما، مانند نسخهٔ بازی ویدئویی، در مورد رابطه خود ظریف رفتار می‌کنند.[۳۲] او احساس می‌کرد که عملکرد او به دلیل ظرافت‌هایش مستلزم صداقت ثابت است.[۳۳] تورو از بازی‌های ویدئویی آگاه بود اما آنها را بازی نکرده است. او پس از انتخابش به عنوان بازیگر چند صحنه از گیم‌پلی را تماشا کرد.[۲۲] در اولین بازی ویدئویی، نقش تِس توسط آنی ورشینگ بازی می‌شود.[۳۴]
- گابریل لونا در نقش «تامی»، برادر کوچکتر جوئل و یک سرباز سابق که آرمان‌گرایی خود را برای امید دنیایی بهتر حفظ می‌کند.[۳۵] حدود یک ماه پس از انتخاب پاسکال و رمزی، از لونا خواسته شد که نوار هنر آزمایی خود را ارسال کند. او یک صحنه از بازی ویدئویی و یک صحنه از قسمت اول را اجرا کرد.[۳۶] او با کار مازین و تهیه‌کننده اجرایی کارولین استراوس آشنا بود و قبلاً با اچ‌بی‌او در کارآگاه حقیقی کار کرده بود.[۳۷] شش روز پس از ارسال نوارش، مازین، استراوس و دراکمن به او پیشنهاد این نقش را دادند؛[۳۶] به گفته لونا، آنها فوراً فهمیدند که او «همان شخص مورد نظر» است.[۳۷] او مشتاق این نقش بود، زیرا در آستین، تگزاس—زادگاه جوئل و تامی—تقریباً همزمان با سِت سریال زندگی می‌کرد،[۳۷] و در حین تولید یک پلی استیشن ۵ به او داده شد تا بازی‌ها را به عنوان تحقیق انجام دهد.[۳۸] او اطلاعاتی را برای لباس تامی ارائه کرد، مانند گیاه تگزاسی کاستیلیجا روی چکمه‌هایش و سگک کمربند ساخته‌شده توسط ملت‌های اول، که احساس می‌کرد تامی آن‌ها را «پیدا کرده و برایش ارزش قائل است».[۳۹] لونا معتقد بود تامی آرزوی داشتن خانواده‌ای مانند خانوادهٔ برادرش و دنیایی را دارد که در آن مردم بتوانند به زندگی مسالمت‌آمیز بازگردند.[۴۰] او می‌توانست با اقدامات جوئل به‌عنوان یک برادر بزرگ‌تر ارتباط برقرار کند، به‌ویژه اینکه او تنها مرد خانواده در کنار مادر مجردش بود.[۴۱] لونا تا حدی از تگزاسی‌هایی مانند ویلی نلسون و کریس کریستوفرسون، به‌ویژه کریستوفرسون به دلیل نگرش آرام خود الهام گرفت.[۲۲] در بازی‌های ویدئویی، نقش تامی توسط جفری پیرس بازی می‌شود.[۴۲]

- کریستین حکیم در نقش دکتر راتنا، یک استاد قارچ‌شناسی در دانشگاه اندونزی که به دولت می‌گوید باید برای کندکردن گسترش عفونت شهر جاکارتا را بمباران کنند.[۴۳] با حکیم برای سریال از طریق اینستاگرام تماس گرفته شد. او ابتدا در پذیرش این نقش مردد بود زیرا از مادر و شوهرش در بحبوحه دنیاگیری کووید-۱۹ مراقبت می‌کرد، اما توسط خواهرزاده‌اش که از طرفداران بازی بود، متقاعد شد. او روسری‌های سنتی و جواهرات اندونزیایی خود را آورد که به‌عنوان بخش لباس برای استفاده در سریال پذیرفته شد.[۴۴]
- ماری بارتلت در نقش فرانک، یک فرد مصمم به بقا که در یک شهر منزوی با بیل زندگی می‌کند.[۴۵]
- نیک آفرمن در نقش بیل، یک فرد مصمم به بقا که با فرانک زندگی می‌کند.[۴۵]
- ملانی لینسکی در نقش کیتلین، رهبر یک جنبش انقلابی در منطقه کلان‌شهری کانزاس‌سیتی.[۴۶] او یک شخصیت اصلی است که توسط مازین به عنوان رهبر گروهی از شکارچیان که در بازی ظاهر شده‌اند خلق شده است.[۴۷]
- لامار جانسون در نقش هنری، او با برادر کوچکترش سم از دست یک جنبش انقلابی در کانزاس سیتی پنهان شده است.[۴۸]
- کیوون وودارد در نقش سَم، یک کودک ناشنوا و هنرمند که توسط انقلابیون خشن در کنار برادرش هنری شکار می‌شود.[۴۸][۴۹]
- گراهام گرین در نقش مارلون، که با همسرش فلورنس در بیابان وایومینگ زندگی می‌کند. مارلون یک شخصیت اصلی برای مجموعه تلویزیونی است.
- الین مایلز در نقش فلورنس، که با همسرش مارلون زندگی می‌کند. او همچنین یک شخصیت اصلی برای مجموعه تلویزیونی است.[۴۸]
- استورم رید در نقش رایلی ایبل، دختری یتیم که در بوستون پس از آخرالزمان بزرگ می‌شود.[۵۰]
- اسکات شپرد در نقش دیوید، واعظی که رهبر یک فرقه آدم‌خوار است.[۵۱][۵۲]
- تروی بیکر در نقش جیمز، یکی از اعضای ارشد گروهی از مهاجران.[۵۳]
- جفری پیرس در نقش پِری، یک شورشی در یک منطقه قرنطینه.[۴۵]
- اشلی جانسون در نقش آنا،[۵۳] مادر اِلی،[۵۴] یک زن باردار تنها که تحت شرایط خطرناک مجبور به زایمان می‌شود.[۵۵]
- روتینا وسلی در نقش ماریا، رهبر یک زیستگاه در جکسون، وایومینگ. او در بازی‌های ویدئویی توسط اشلی اسکات به تصویر کشیده شده است.[۵۶]

## قسمت‌ها
| شم. | عنوان                       | کارگردان       | نویسنده                | تاریخ انتشار اصلی | U.S. تعداد بیننده (میلیون) |
| --- | --------------------------- | -------------- | ---------------------- | ----------------- | -------------------------- |
| ۱ | «زمانی که در تاریکی گم شدی» | کریگ مازن      | کریگ مازن و نیل دراکمن | ۱۵ ژانویه ۲۰۲۳    | ۰٫۵۸۸                      |
| در سال ۲۰۰۳، نوعی عفونت قارچی گسترده باعث همه‌گیری جهانی شد و مبتلایانش را به متجاوزان خون‌آشام تبدیل کرد. همان‌طور که قارچ‌ها شروع به شیوع می‌کنند، جوئل با دخترش سارا فرار می‌کند، اما سارا توسط سربازی که به آن‌ها یورش می‌آورد کشته می‌شود، در حالی که جوئل توسط برادرش تامی نجات می‌یابد. بیست سال بعد، جوئل به‌عنوان قاچاقچی با شریکش تس در ناحیهٔ قرنطینهٔ بوستون زندگی می‌کند که توسط آژانس واکنش فاجعهٔ فدرال (فدرا) مدیریت می‌شود. هنگامی که تامی از مکان خود در وایومینگ موفق به تماس نمی‌شود، آن‌ها سعی می‌کنند یک باتری ماشین از فروشنده محلی بخرند اما در عوض به فایرفلایز (گروهی شورشی که مخالف فدرا است) فروخته می‌شود. در تلاش برای پس گرفتن باتری، آن‌ها متوجه می‌شوند که معامله به هم خورده است و مارلین، رهبر مجروح فایرفلایز، از جوئل و تس التماس می‌کند که در ازای تأمین نیازمندی‌هایشان، الی جوان را به خانه ایالتی قدیمی ببرند. آن‌ها در حالی که مخفیانه از مرز بیرون می‌روند، توسط یک سرباز دستگیر می‌شوند و الی هنگام انجام آزمایش عفونت سرباز را با چاقو می‌زند. زمانی که سرباز می‌خواهد به او شلیک کند، جوئل او را تا حد مرگ کتک می‌زند. تس متوجه می‌شود که الی آلوده شده است، اما الی به آن‌ها قول می‌دهد که دچار عفونت نشده است. آن‌ها وارد منطقهٔ آلوده به بیماری‌های زیستی می‌شوند تا از سربازان فدرای در حال تعقیب فرار کنند. |                             |                |                        |                   |                            |
| ۲ | «آلوده»                     | نیل دراکمن     | کریگ مازن              | ۲۲ ژانویه ۲۰۲۳    | ۰٫۶۳۳                      |
| دو روز پیش از شیوع، در جاکارتا، یک قارچ‌شناس از همه‌گیری آتی آگاه می‌شود و به‌منظور جلوگیری از گسترش توصیه می‌کند که حکومت شهر را بمب‌باران کند. در زمان حال، الی به جوئل و تس توضیح می‌دهد که او را به غرب منتقل می‌کنند به این امید که از او برای یافتن درمانی استفاده شود. در حالی که آن‌ها مسیر کاخ ایالتی را مملو از افراد آلوده می‌یابند، هر سه از موزه‌ای عبور می‌کنند که در آن‌جا به‌وسیلهٔ آلوده‌ها مورد حمله قرار می‌گیرند و الی نیز گزیده شد. آن‌ها به کاخ ایالتی می‌رسند غافل از اینکه افراد فایرفلایز را مرده می‌بینند. تس نشان می‌دهد که گزیده شده است در حالی که نیش الی شروع به بهبودی می‌کند و مصونیت او را ثابت می‌کند. جوئل به یک آلوده شلیک می‌کند که باعث آگاه‌شدن انبوهی از آلوده‌ها می‌شود. تس او را متقاعد می‌کند تا با الی فرار کند در حالی که او پشت سر می‌ماند، ساختمان را منفجر می‌کند و خود را به همراه گروهی از آلوده‌ها می‌کشد. |                             |                |                        |                   |                            |
| ۳ | «مدت‌های طولانی»             | پیتر هار       | کریگ مازن              | ۲۹ ژانویه ۲۰۲۳    | ۰٫۷۴۷                      |
| جوئل و الی به توصیه‌های نهایی تس توجه می‌کنند و برای ملاقات با متحدان—بیل و فرانک—پیاده راه را می‌پیمایند. جوئل به الی در مورد اعدام بیگناهان توسط دولت در روزهای اولیه شیوع بیماری صحبت می‌کند. در سال ۲۰۰۷، فرانک به‌طور تصادفی با بیل، بقاجوی بدبین، برخورد می‌کند که او را به خانه‌اش می‌پذیرد. آن‌ها رابطهٔ عاشقانه‌ای را آغاز می‌کنند. سال‌ها بعد، فرانک از طریق رادیو با تس تماس می‌گیرد و این دو نفر وارد یک دوستی لطیف می‌شوند. در حال حاضر، فرانک بیماری لاعلاجی دارد و از بیل می‌خواهد که پس از ازدواج از روی ترحم او را بکشد. بیل که نمی‌خواهد بدون فرانک زندگی کند، خود را نیز می‌کشد. جوئل و الی مدتی بعد می‌رسند. آن‌ها نامه‌ای را می‌یابند که بیل برای جوئل گذاشته و در آن توضیح می‌دهد که محافظت از فرانک چیزی است که زندگی او را پس از شیوع بیماری معنا می‌بخشد و وسایل خود را به جوئل واگذار می‌کند. جوئل کامیون بیل را می‌گیرد و با الی راهی می‌شود تا تامی را پیدا کند. |                             |                |                        |                   |                            |
| ۴ | «لطفاً دستم رو بگیر»         | جرمی وب        | کریگ مازن              | ۵ فوریه ۲۰۲۳      | ۰٫۹۹۱                      |
| در حالی که جوئل و الی از میان میزوری در راه وایومینگ سفر می‌کنند، آن‌ها از طریق ویرانه‌های کانزاس‌سیتی، میزوری یک مسیر انحرافی ضروری را طی می‌کنند که در آن‌جا در کمین راه‌زنان قرار می‌گیرند. جوئل دو نفر از آن‌ها را می‌کشد، اما سومی بر او چیره می‌شود و تقریباً او را خفه می‌کند تا اینکه الی با شلیک تفنگِ فرانک به او، جوئل را نجات می‌دهد. تعداد بیشتری راه‌زن به رهبری کتلین اجساد را پیدا می‌کنند؛ کتلین، با این باور که جوئل و الی با مردی به نام هنری که او به دنبال اوست در تماس هستند، دستور تعقیب را صادر می‌کند. جوئل و الی با هم صمیمی می‌شوند و جوئل به او اجازه می‌دهد تپانچه را نگه دارد. فرمانده دوم کتلین، پری، اتاقی را به او نشان می‌دهد که در آن چیزی در زیر زمین رشد می‌کند، اما کتلین به او دستور می‌دهد که آن را پنهان کند تا زمانی که هنری را پیدا کنند. جوئل و الی تا زمانی که بتوانند راهی برای خروج از شهر پیدا کنند، شب را در یک آپارتمان بلندمرتبه می‌خوابند. آن‌ها بیدار می‌شوند و می‌بینند که هنری و برادرش سم آن‌ها را با با تهدید اسلحه دستگیر کرده‌اند. |                             |                |                        |                   |                            |
| ۵ | «تاب بیاور و زنده بمان»     | جرمی وب        | کریگ مازن              | ۱۲ فوریه ۲۰۲۳     | ۰٫۳۸۲                      |
| پس از آتش‌بس میان هنری و سم با جوئل و الی، هنری پیشنهاد می‌کند که می‌تواند به آن‌ها کمک کند تا با استفاده از تونل‌های زیرزمینی از شهر فرار کنند؛ جوئل با تردید موافق است. هنری به جوئل اعتراف می‌کند که او مسئول دستگیری و مرگ برادر کتلین در ازای دریافت دارو برای سرطان خون سم بوده است. گروه پس از فرار از طریق تونل‌ها مورد حمله یک تک‌تیرانداز قرار می‌گیرند. جوئل او را می‌کشد اما متوجه می‌شود که تک‌تیرانداز در حال مخابرهٔ پیام به کتلین بوده است؛ کتلین مدت کوتاهی پس از آن با شبه نظامیانش می‌رسد. همان‌طور که کتلین برای کشتن هنری آماده می‌شود، جمعیت عظیمی از آلوده‌ها شامل یک بلوتر بزرگ از زمین بیرون می‌آید و یک کودک کلیکر کتلین را می‌کشد. پس از فرار به سمت مسافرخانه، سم به الی نشان می‌دهد که توسط یک فرد آلوده گاز گرفته شده است. الی سعی می‌کند از خون خود برای شفای سم استفاده کند. صبح روز بعد، سمِ آلوده به الی حمله می‌کند و باعث می‌شود هنری او را بکشد. در حالی که هنری متوجه می‌شود چه کرده است، او خودکشی می‌کند. جوئل و الی آن‌ها را دفن می‌کنند و به سفر خود ادامه می‌دهند. |                             |                |                        |                   |                            |
| ۶ | «خویشاوند»                  | یاسمیلا ژبانیچ | کریگ مازن              | ۱۹ فوریه ۲۰۲۳     | ۰٫۸۴۱                      |
| سه ماه پس از مرگ هنری و سم، جوئل و الی به یک جامعه پر رونق در جکسون، وایومینگ می‌رسند که در آن‌جا جوئل با تامی که همسرش ماریا باردار است تجدید دیدار می‌کند. الی به‌واسطهٔ ماریا از سرنوشت سارا مطلع می‌شود. جوئل مصونیت الی و وضعیت روحی رو به زوال خود را با تامی در میان می‌گذارد. جوئل از تامی می‌خواهد که الی را نزد فایرفلایز ببرد، زیرا می‌ترسد که نتواند از الی محافظت کند. الی صحبت‌های آن‌ها را می‌شنود و با جوئل روبرو می‌شود که اصرار دارد با هم قطع ارتباط کنند. صبح روز بعد جوئل پس از به یاد آوردن دخترش نظرش تغییر می‌کند و هر دو با اسب به کلرادو می‌روند. آن‌ها متوجه می‌شوند که فایرفلایز پایگاه خود را تخلیه کرده‌اند و احتمالاً به بیمارستانی در یوتا نقل مکان کرده‌اند. جوئل و الی تلاش می‌کنند تا از گروهی از مهاجمان فرار کنند. هنگامی که یکی از آن‌ها به جوئل حمله می‌کند، جوئل او را می‌کشد اما در حین مبارزه با چاقو زخمی می‌شود. جوئل و الی از سایر مهاجمان فرار می‌کنند، اما جوئل به زودی غش می‌کند و اسب خود می‌افتد. الی مطمئن نیست که چطور به راه خود ادامه دهد. |                             |                |                        |                   |                            |
| ۷ | «رهاشده»                    | لیزا جانسون    | نیل دراکمن             | ۲۶ فوریه ۲۰۲۳     | ۱٫۰۸۳                      |
| الی و جوئلِ مجروح در یک خانهٔ متروکه در حومهٔ شهر پناه می‌گیرند. هنگامی که جوئل رو به مرگ است، از الی می‌خواهد که او را ترک کند و تامی را پیدا کند. الی دوران خود در مدرسه نظامی فدرا که با بهترین دوستش رایلی در آن شرکت کرده بود را به یاد می‌آورد. رایلی فرار کرد و سه هفته ناپدید بود، و الی مجبور شد که هوای خودش را داشته باشد. پس از یک دعوا، کاپیتان به الی توصیه می‌کند تا به توانایی‌های خود دست یابد و افسر شود. رایلی پنهانی وارد اتاق خوابگاه می‌شود و به الی می‌گوید که به فایرفلایز پیوسته است. او الی را به یک مرکز خرید متروکه می‌آورد، که در آن جا خود را با اسب چرخان، غرفه عکس و کلوپ بازی سرگرم می‌کنند. رایلی به الی می‌گوید که فایرفلایز به او مسئولیتی در آتلانتا محول کرده است و این آخرین شب او در بوستون است. در حالی که الی ابتدا ناراحت است، رایلی را متقاعد می‌کند که بماند و آن‌ها همدیگر را می‌بوسند. یک فرد آلوده به آن‌ها حمله می‌کند و الی موفق می‌شود آن را بکشد، اما هر دو طی مبارزه گاز گرفته می‌شوند. آن‌ها گریه کنان تصمیم می‌گیرند با هم بمانند و منتظر اعمال اثر عفونت باشند. در زمان حال، الی یک سوزن خیاطی پیدا می‌کند و شروع به بخیه زدن زخم جوئل می‌کند. |                             |                |                        |                   |                            |
| ۸ | «زمانی که محتاج باشیم»      | علی عباسی      | کریگ مازن              | ۵ مارس ۲۰۲۳       | ۱٫۰۳۹                      |
| در حین شکار برای تهیهٔ غذا برای جوئل که هنوز در حال بهبودی است، الی با واعظی به نام دیوید و شکارچی همکارش جیمز روبرو می‌شود. او گوزن خود را با پنی‌سیلین معامله می‌کند. دیوید توضیح می‌دهد که او پس از آخرالزمان خدا را پیدا کرده و اکنون رهبر گروهی از بازماندگان است. او فاش می‌کند مردی که جوئل را با چاقو زد یکی از اعضای گروه او بوده است. الی آن‌جا را ترک و پنی‌سیلین را به جوئل تزریق می‌کند. روز بعد، او دیوید را با گروهی از مردان می‌بیند که به دنبال انتقام از جوئل هستند. او فرار می‌کند تا آن‌ها را از جوئل دور کند اما اسیر می‌شود. در اردوگاه دیوید، دیوید فاش می‌کند که به گروه خود را با گوشت انسان تغذیه می‌کرده است. در همین حال، جوئل از خواب بیدار می‌شود و برخی از مردان دیوید را شکنجه می‌کند تا موقعیت مکانی الی را به او بگوید. دیوید و جیمز سعی می‌کنند الی را بکشند اما الی جیمز را می‌کشد و فرار می‌کند. دیوید الی را برای کشتن تعقیب می‌کند، اما الی بر او چیره می‌شود و با چاقوی قصابی او را می‌کشد. جوئل الی را می‌یابد و آن‌ها همدیگر را در آغوش می‌گیرند. |                             |                |                        |                   |                            |
| ۹ | «به دنبال روشنایی»          | علی عباسی      | کریگ مازن و نیل دراکمن | ۱۲ مارس ۲۰۲۳      | ۱٫۰۴۰                      |
| در گذشته‌نما، آنا مادر الی هنگام به دنیا آوردن الی توسط یک فرد آلوده گزیده می‌شود. مارلین او را پیدا می‌کند که با تردید الی را می‌گیرد و آنا را به درخواستش می‌کشد. در حال حاضر، سربازان فایرفلای الی را دستگیر و جوئل را بیهوش می‌کنند. پس از اینکه جوئل در بیمارستان بیدار می‌شود، مارلین توضیح می‌دهد که پزشکان در حال آماده کردن الی برای عمل جراحی هستند، اما این روش او را می‌کشد. مارلین دستور می‌دهد جوئل را آزاد و رها کنند. اما جوئل مقاومت می‌کند و اکثر سربازان و جراح اصلی را می‌کشد. جوئل الی را پیدا می‌کند و بیمارستان را ترک می‌کند. مارلین جلوی آن‌ها را می‌گیرد و می‌گوید هنوز فرصت برای یافتن درمانی وجود دارد، اما جوئل شلیک می‌کند و او را می‌کشد. وقتی الی از خواب بیدار می‌شود، جوئل به او می‌گوید که فایرفلای افراد مصون دیگری را پیدا کرده و قادر به ایجاد راه درمانی نیستند. همان‌طور که آن‌ها به سمت جکسون می‌روند، الی اصرار دارد که جوئل قسم بخورد داستان او در مورد فایرفلای درست است. جوئل کلاماً درستی ادعای خود را قبول می‌کند. |                             |                |                        |                   |                            |

## تولید

### توسعه
پس از انتشار بازی ویدئویی محصول ناتی داگ با عنوان آخرین بازمانده از ما (۲۰۱۳)، ساخت دو فیلم اقتباسی از آن ناکام ماند: فیلمی بلند نوشتهٔ نویسنده و کارگردان نوآوری بازی، نیل دراکمن با تهیه‌کنندگی سم ریمی که وارد برزخ توسعه شد؛ و فیلم کوتاه انیمیشنی اقتباس‌شده به‌دست اوفلوز که توسط سونی لغو شد. با توجه به توسعهٔ گسترده فیلمی بر اساس آنچارتد (یک مجموعهٔ بازی دیگر از ناتی داگ) دراکمن اطمینان حاصل کرد که هنگام مذاکره با استودیوهای سینمایی و تلویزیونی، نقطه عطف داستی خاصی گنجانده شود. او حس می‌کرد بیشتر با ساخت و توسعهٔ آخرین بازمانده از ما نسبت به آنچارتد ارتباط بر قرار می‌کند. در مارس ۲۰۲۰، اقتباسی تلویزیونی در مراحل برنامه‌ریزی اچ‌بی‌او اعلام شد که انتظار می‌رفت رخدادهای بازی نخست را پوشش دهد. کریگ مازن در کنار دراکمن برای کمک به نوشتن و تهیه‌کنندگی اجرایی سریال اعلام شد؛ تهیه‌کننده تلویزیونی، یعنی کارولین استراوس و رئیس ناتی داگ، یعنی ایوان ولز به‌عنوان تهیه‌کنندگان اجرایی مجموعه اعلام شدند. گوستاوو سانتائولایا که روی بازی‌ها کار می‌کرد، آهنگسازی مجموعه را بر عهده گرفت. این مجموعه به عنوان محصول مشترک سونی پیکچرز تله‌ویژن، پلی‌استیشن پروداکشنز و ناتی داگ اعلام شد. این اولین نمایش تولیدشده توسط پلی‌استیشن پروداکشنز است. این محصول تحت نام شرکت بیر اند بیر پروداکشنز تولید شد.
در ژوئن ۲۰۲۰، یوهان رنک، همکار کریگ مازن در چرنوبیل، به عنوان تهیه‌کننده اجرایی و کارگردان قسمت آزمایشی اعلام شد. او تا نوامبر به دلیل تعارض زمان‌بندی در نتیجه دنیاگیری کووید-۱۹ از پروژه خارج شد. اچ‌بی‌او در ۲۰ نوامبر به ساخت آن چراغ سبز نشان داد. اسد قزلباش و کارتر سوان از پلی‌استیشن پروداکشنز به عنوان تهیه‌کننده‌های اجرایی و ورد گیمز به‌عنوان شرکت تولید معرفی شدند. در ژانویه ۲۰۲۱، شرکت مایتی منت به ساخت ملحق شد و کانتمیر بالاگوف به عنوان کارگردان قسمت آزمایشی معرفی شد. او سال‌ها به اقتباس این بازی علاقه‌مند بود و قرار بود چندین قسمت ابتدایی را کارگردانی کند. در اکتبر ۲۰۲۲، بالاگوف گفت که او یک سال قبل به دلیل اختلاف در دیدگاه پروژه را ترک کرد و کار او در آن نمایش داده نخواهد شد. رز لام در فوریه ۲۰۲۱ به عنوان تهیه‌کننده اجرایی ملحق شد. مراحل پیش‌تولید در ۱۵ مارس در کلگری، آلبرتا آغاز شد. کریگ مازن در ماه مه وارد پروژه شد. علی عباسی و یاسمیلا ژبانیچ در آوریل به عنوان کارگردان معرفی شدند. در ژوئیهٔ ۲۰۲۱، انجمن کارگردانان کانادا اعلام کرد که پیتر هار به عنوان کارگردان انتخاب شده است، پس از آن در اوت توسط مازن، در سپتامبر توسط دراکمن، و در ژانویه ۲۰۲۲ توسط لیزا جانسون و جرمی وب اعلام شد. در ماه فوریه، دراکمن تأیید کرد که یک قسمت را کارگردانی کرده است و عقیده داشت که کارش تقویت شده و تجربه‌اش در کارگردانی بازی‌ها را در مجموعه منعکس کرده است. پس از چندین ماه سفر به کلگری و لس آنجلس، دراکمن برای انجام تعهدات در ناتی داک به سختی تلاش کرد و به خانه بازگشت تا از راه دور مشاوره و به کریگ مازن احساس اطمینان دهد.
گفته می‌شود آخرین بازمانده از ما بزرگ‌ترین تولید تلویزیونی در تاریخ کانادا است که انتظار می‌رود بیش از ۲۰۰ میلیون دلار کانادا برای شهر آلبرتا سود داشته باشد. چندین منبع بودجه هر قسمت را بین ۱۰ تا ۱۵ میلیون دلار آمریکا تخمین زده‌اند. نیویورکر ادعا کرد که بودجه از پنج فصل نخست بازی تاج‌وتخت فراتر رفته است. مقامات سینمایی کلگری احساس کردند که تیم تولید تا حدودی آلبرتا را برای تولید انتخاب کرده است، زیرا تصمیم دولت در سال ۲۰۲۱ مبنی بر حذف سقف تخفیف مالیاتی ۱۰ میلیون دلار کانادا برای هر پروژه است. اتحادیه هنرمندان کانادایی IATSE 212 ادعا کرد که این تولید منجر به افزایش ۳۰ درصدی عضویت و اشتغال در اتحادیه شده است. در ژوئیه ۲۰۲۱، مازن گفت که فصل اول شامل ده قسمت خواهد بود. در نوامبر ۲۰۲۲، نه قسمت از آن تأیید شد. مازن پیشنهاد کرد که اگر فصل اول به خوبی مورد استقبال قرار گیرد، احتمالاً فصل دوم آن وجود دارد. فصل اول وقایع بازی اول و نسخهٔ گسترده قابل دانلود آن آخرین بازمانده از ما: رهاشده (۲۰۱۴) را پوشش می‌دهد. دراکمن و مازن پیشنهاد کردند که فصل دوم بلافاصله دنباله، یعنی آخرین بازمانده از ما قسمت ۲ (۲۰۲۰) را پوشش دهد تا از داستان اضافی جلوگیری شود؛ گرچه که مازن عقیده داشت قسمت ۲ به بیش از یک فصل نیاز دارد. او نمی‌خواهد سریال از روایت بازی‌ها پیشی بگیرد. نویسندگان اطمینان حاصل کردند که در صورت دریافت فصل‌های اضافی، شخصیت‌ها به تحولات خود در قسمت ۲ وفادار می‌مانند.
تیم تولید شامل پنج کارگردان هنری و صدها تکنسین است. کارگردان هنری بازی، هنرمندان مفهومی و هنرمندان محیطی بازخورد خود را در مورد لباس‌ها و دکورها ارائه کردند. پل بکر برنامه‌ریزی رقص‌پردازی سریال را بر عهده داشت، و بری گوور طراح اندام ساختگی برای کاراکترها است. شرکت الاستیک تیتراژ نمایش را ساخت؛ مازن در مصاحبه‌ای به شخصیت‌های قارچ در مجموعه علاقه نشان داد.: ۰:۴۰  استودیوی جلوه‌های بصری دابل نگتیو تحت نظارت الکس وانگ در ساخت این سریال دخیل است. آن‌ها هنگام ایجاد موجودات آلوده با هنرمندان مفهومی ناتی داگ مشورت کردند. تدوین‌گران این مجموعه شامل تیموتی گود، مارک هارتزل، امیلی مندز و جوئل تی پاشبی می‌شدند.

### انتخاب بازیگران
به‌علت دنیاگیری کووید-۱۹، مراحل انتخاب بازیگران از طریق زوم انجام شد. برای روز جهانی زن در ۸ مارس ۲۰۲۰، دراکمن تأیید کرد که چندین شخصیت از بازی‌ها از جمله الی، رایلی، تس، مارلین و ماریا در مجموعه حضور خواهند داشت. در ۱۰ فوریه ۲۰۲۱، پاسکال و رمزی به ترتیب در نقش جوئل و الی انتخاب شدند. اوایل آن روز گزارش شد پس از اینکه متیو مک‌کانهی نقش جوئل را رد کرد، به ماهرشالا علی پیشنهاد شد. هالیوود ریپورتر خاطرنشان کرد که علی در این سریال نقشی را به عهده گرفت، اما هرگز توافقی انجام نشد. بازیگرانی که پیش‌تر برای اقتباس سینمایی در نظر گرفته شدند—مانند میسی ویلیامز و کیتلین دیور—در زمان ساخت مجموعه بزرگ شده بودند و منجر به اصلاح داوطلبان شد. تهیه‌کنندگان اساساً به دنبال بازیگرانی بودند که بتوانند جوئل و الی را منحصراً مجسم کنند و وابستگی آن‌ها را مانند خودشان به تصویر بکشند.: ۱۴:۴۲  پاسکال و رمزی پیش از شروع فیلم‌برداری همدیگر را ملاقات نکردند، اما متوجه شدند که با هم رابطهٔ احساسی دارند که طی مراحل تولید به وجود آمده بود.

## پخش
پخش این فصل از ۱۵ ژانویهٔ ۲۰۲۳ در ایالات متحده آغاز شد.

## بازخورد

### بازخورد منتقدان
آخرین بازمانده از ما در وبگاه نقد و بررسی راتن تومیتوز بر اساس نظر ۴۸۱ منتقد، امتیاز ۹۶٪ با میانگین نمرهٔ ۸٫۷۵/۱۰ را کسب کرده است. اجماع منتقدان این وبگاه می‌گوید: «با حفظ اعتیادآورترین جنبه‌های منبع اصلی محبوب آن در حالی که عمیق‌تر داستان را کندوکاو می‌کند، آخرین بازمانده از ما مجموعهٔ تلویزیونی تماشایی است که در میان بهترین اقتباس‌های بازی‌های ویدئویی در تمام ادوار قرار می‌گیرد». این مجموعه در متاکریتیک، که از میانگین وزنی استفاده می‌کند، بر اساس نظر ۴۳ منتقد امتیاز ۸۴ از ۱۰۰ را کسب کرده که نشان‌گر «تحسین همگانی» است. چند منتقد آن را بهترین اقتباس از بازی ویدئویی لایو-اکشن دانسته‌اند؛ مارک دیلینی در گیم‌اسپات گفت که «به نظر می‌رسد آغاز دوره‌ای جدید» برای این ژانر است.
نقش‌آفرینی بازیگران با تحسین گسترده‌ای مواجه شد. منتقدان شیمی بین پاسکال و رمزی را ستودند؛ ویکی جسوپ در ایونینگ استاندارد گفت که آن‌ها «هر صحنه‌ای را که در آن حضور دارند می‌دزدند» و آلن سپین‌وال از رولینگ استون آن‌ها را «اجباراً قابل تماشا و تقریباً بلافاصله دوست‌داشتنی» نامید. جان نوجنت از امپایر و والری اتنهوفر از وبگاه /فیلم، اجرای پاسکال را بهترین نقش‌آفرینی او در دوران فعالیتش می‌دانستند که به توانایی او در به تصویر کشیدن نکات ظریف و آسیب‌پذیری نادر شخصیتش اشاره کردند، و اکسل متز از تک‌ریدار او را به عنوان «ظهور بی‌نقصِ» جوئل در دنیای واقعی توصیف کرد. چند منتقد بازی رمزی را به دلیل تعادل کمدی و احساسی او متمایز شمردند؛ جودی برمن از تایم او را «بزرگ‌ترین دارایی این نمایش» نامید و سیمون کاردی از آی‌جی‌ان به خاطر «جا گذاشتن نشان خود» روی این شخصیت نمادین از او تقدیر کرد. نقش‌آفرینی آفرمن و بارتلت بسیار تحسین شد و دیس جانستون از وبگاه اینورس آن را لایق کسب جایزهٔ امی دانست. منتقدان اجرای آنا تورو را نیز تحسین کردند.
منتقدان تغییرات مازن و دراکمن نسبت به روایت بازی اصلی را ستایش کردند. برخی عقیده داشتند سکانس‌هایی که مستقیما از بازی تقلید می‌کنند از ضعیف‌ترین سکانس‌های مجموعه بوده است و منجر به مشکلات در شتاب مجموعه شده است. دانیل داداریو از ورایتی عقیده داشت که قسمت‌ها به شدت به سکانس‌های اکشن متکی هستند، در حالی که اکسل متز از تک‌ریدار مقدار بیشتری از این سکانس‌ها می‌خواست. منتقدان اکثراً قسمت سوم را بهترین قسمت این فصل می‌دانستند، و برخی آن را در زمرهٔ بهترین قسمت‌های تلویزیونی یاد کردند. دانیل فاینبرگ از هالیوود ریپورتر عقیده داشت که این قسمت سریال را به سطح جدیدی ارتقا داده است. برخی از منتقدان قسمت اول را خوش ساخت اما بیش از حد نام‌آشنا توصیف کردند. والری اتنهوفر در وبگاه /فیلم آن را ضعیف‌ترین قسمت فصل دانست. برایان تالریکو از راجرابرت.کام عقیده داشت که دو قسمت آخر با عجله به اتمام می‌رسد.
چند منتقد طراحی تولید را تحسین کردند. موسیقی ساختهٔ گوستاوو سانتائولایا نیز نقدهای مثبتی دریافت کرد.

### آمار بینندگان
قسمت افتتاحیه در نخستین شب دسترسی ۴٫۷ میلیون بیننده در ایالات متحده داشت که شامل بینندگان ترتیبی و استریم در سرویس اچ‌بی‌او مکس می‌شد. این مجموعه پس از خاندان اژدها، رتبهٔ دوم بزرگ‌ترین آغاز به کار از سال ۲۰۱۰ در اچ‌بی‌او را داشت. پس از دو روز، این رقم به بیش از ۱۰ میلیون، پس از یک هفته به ۱۸ میلیون، پس از ۱۲ روز به ۲۲ میلیون و ظرف دو ماه تقریباً به ۴۰ میلیون افزایش یافت. تا ماه مه، هر قسمت این مجموعه تقریباً ۳۲ میلیون بیننده در ایالات متحده داشت.
| شماره | عنوان                       | تاریخ پخش      | رتبه‌بندی (۱۸–۴۹) | بینندگان (میلیون) | منابع  |
| ----- | --------------------------- | -------------- | ---------------- | ----------------- | ------ |
| 1     | «زمانی که در تاریکی گم شدی» | ۱۵ ژانویه ۲۰۲۳ | ۰٫۱۷             | ۰٫۵۸۸             | [ ۶۰ ] |
| 2     | «آلوده»                     | ۲۲ ژانویه ۲۰۲۳ | ۰٫۱۹             | ۰٫۶۳۳             | [ ۶۲ ] |
| 3     | «مدت‌های طولانی»             | ۲۹ ژانویه ۲۰۲۳ | ۰٫۲۱             | ۰٫۷۴۷             | [ ۶۴ ] |
| 4     | «لطفاً دستم رو بگیر»         | ۵ فوریه ۲۰۲۳   | ۰٫۲۶             | ۰٫۹۹۱             | [ ۶۵ ] |
| 5     | «تاب بیاور و زنده بمان»     | ۱۲ فوریهٔ ۲۰۲۳  | ۰٫۰۹             | ۰٫۳۸۲             | [ ۶۷ ] |
| 6     | «خویشاوند»                  | ۱۹ فوریه ۲۰۲۳  | ۰٫۲۸             | ۰٫۸۴۱             | [ ۶۸ ] |
| 7     | «رهاشده»                    | ۲۶ فوریه ۲۰۲۳  | ۰٫۳۷             | ۱٫۰۸۳             | [ ۶۹ ] |
| 8     | «زمانی که محتاج باشیم»      | ۵ مارس ۲۰۲۳    | ۰٫۳۰             | ۱٫۰۳۹             | [ ۷۱ ] |
| 9     | «به دنبال روشنایی»          | ۱۲ مارس ۲۰۲۳   | ۰٫۳۳             | ۱٫۰۴۰             | [ ۷۲ ] |

### توضیحات
1. ↑  این قسمت در ۱۰ فوریه به صورت آنلاین قبل از پخش آن از تلویزیون از طریق اچ‌بی‌او مکس و اچ‌بی‌او به درخواست منتشر شد.[۶۶]